# Народный дворец учёбы
Наро́дный дворе́ц учёбы (кор. 인민대학습당?, 人民大學習堂? инмин-дэхак-сыптан) — национальная библиотека КНДР. Здание библиотеки расположено на площади имени Ким Ир Сена на берегу реки Тэдонган.

## Особенности
Пхеньянский Народный дворец учёбы был построен в апреле 1982 года и открыт в честь 70-летия Ким Ир Сена. Строительство длилось 21 месяц. Здание выдержано в традиционном корейском стиле. Библиотека, площадь которой составила 100 тыс. м², имеет 600 помещений. Дворец был открыт как «центр для проекта интеллектуализации всего общества и как храм знаний для всех людей». Здание библиотеки способно разместить 30 млн томов. В библиотеке имеются почти 10 800 документов, книг и руководств, написанных самим Ким Ир Сеном. Иностранные публикации разрешены только по специальному разрешению. Библиотека также содержит труды Ким Чен Ира.
Будучи национальной библиотекой страны, это учреждение организует циклы лекций по различной тематике и учебные курсы для государственных служащих, чиновников из правительственного аппарата, научных кадров. Здесь проходят подготовку и переподготовку представители высшего управленческого звена КНДР, периферийные кадры и специалисты народного хозяйства. Каждая прочитанная лекция переносится на звукосниматели, предоставляемые потребителям в лекционном зале или по заказу высылаемые в другие города для использования в вузах, на предприятиях. Курсы иностранных языков посещают все желающие. Отдел переводов (работают профессиональные переводчики и специалисты-отраслевики) готовит переводы книг и статей из периодической печати (в первую очередь научно-технической тематики) ведущих стран мира. Они предоставляются всем пользователям на различных носителях; в звукозаписи — в главной лекционном зале (800 мест), оборудованном соответствующей аппаратурой, в том числе для синхронного перевода. Возможен заказ копии для индивидуального пользования. Всего в Народном дворце учёбы 17 залов для пользования ЭВМ и несколько лекционных залов. Как обучение, так и другие услуги оказываются бесплатно.
Фонд универсален. Поступает обязательный экземпляр печатной продукции страны, ведётся международный книгообмен. Кроме того, Народный дворец учёбы является депозитарием официальных изданий ЮНЕСКО, продовольственной и сельскохозяйственной организаций ООН, Всемирной организации здравоохранения. Всего в фонде — 20 млн экземпляров (по состоянию на 2007 год). Научная и техническая литература выделена в особый фонд, дальнейшее деление которого строится по языково-географическому принципу.
Имеется 10 специализированных читальных залов на 5 тыс. человек, абонемент. Работает система «книга — почтой», которой пользуются и отдельные читатели, и предприятия страны, научные организации, учебные заведения, другие учреждения.
Народный дворец учёбы оснащён компьютерами, справочно-библиографическое обслуживание доступно в электронном режиме. Издаются каталоги «Вегук тосо кондон моннок» (외국도서 공동목록, «Сводный каталог зарубежных книг»), «Инмин тэхак сыптан моннок» (인민대학습당 목록, «Каталог Народного дворца учёбы»), библиографические указатели по различным отраслям народного хозяйства. На международном уровне Народный дворец учёбы выступает от имени Библиотечной ассоциации КНДР, сотрудничает с ИФЛА, другими зарубежными библиотечными организациями. 
Народный дворец учёбы является национальным центром исследования идей Чучхе, в котором есть гид, рассказывающий каждый день в течение 90 минут об исследованиях Ким Ир Сена и Ким Чен Ира. Также проводятся лекции и по другим предметам.

## Галерея

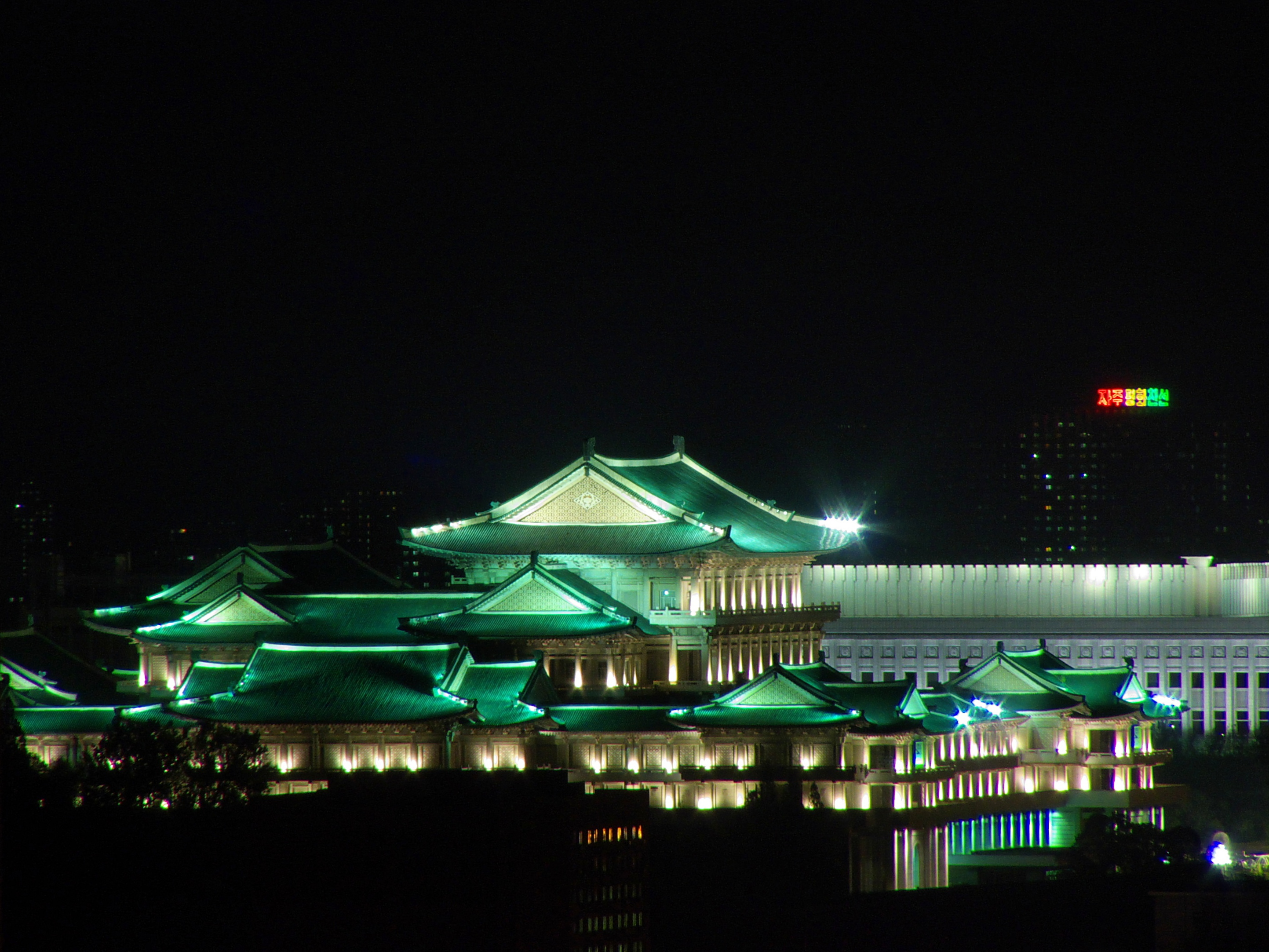
Народный дворец учёбы ночью
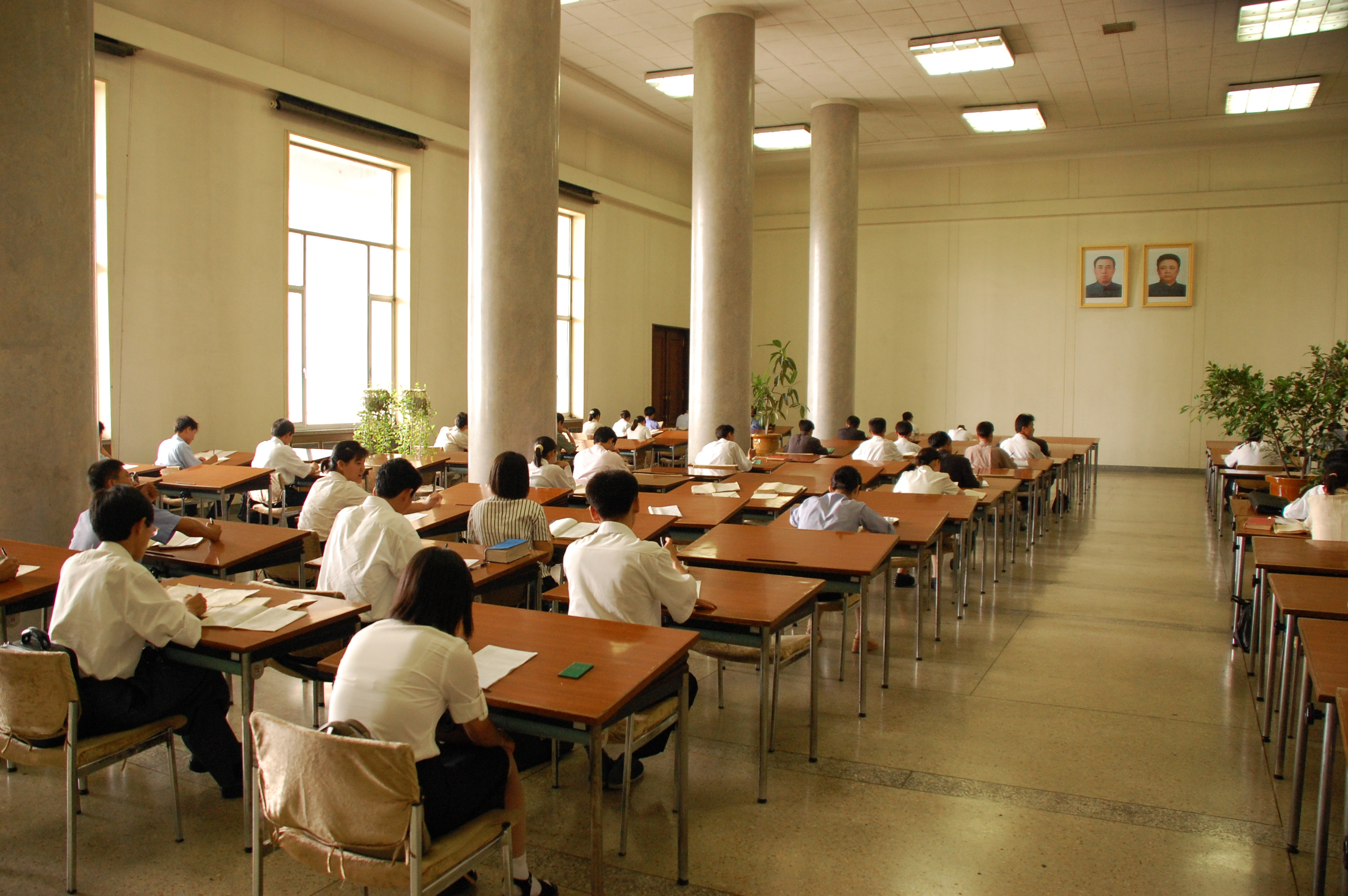
Читальный зал
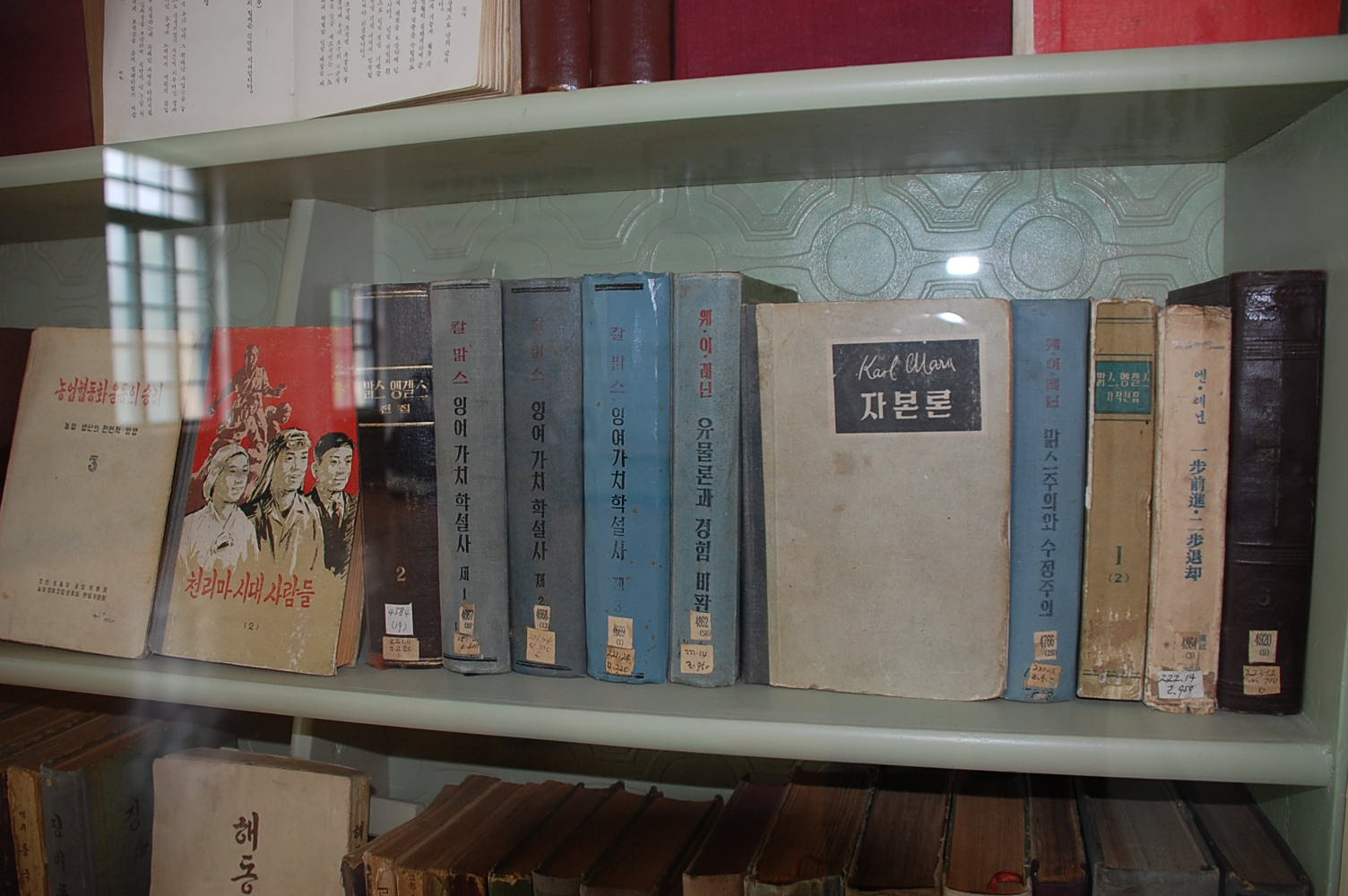
Книжная полка
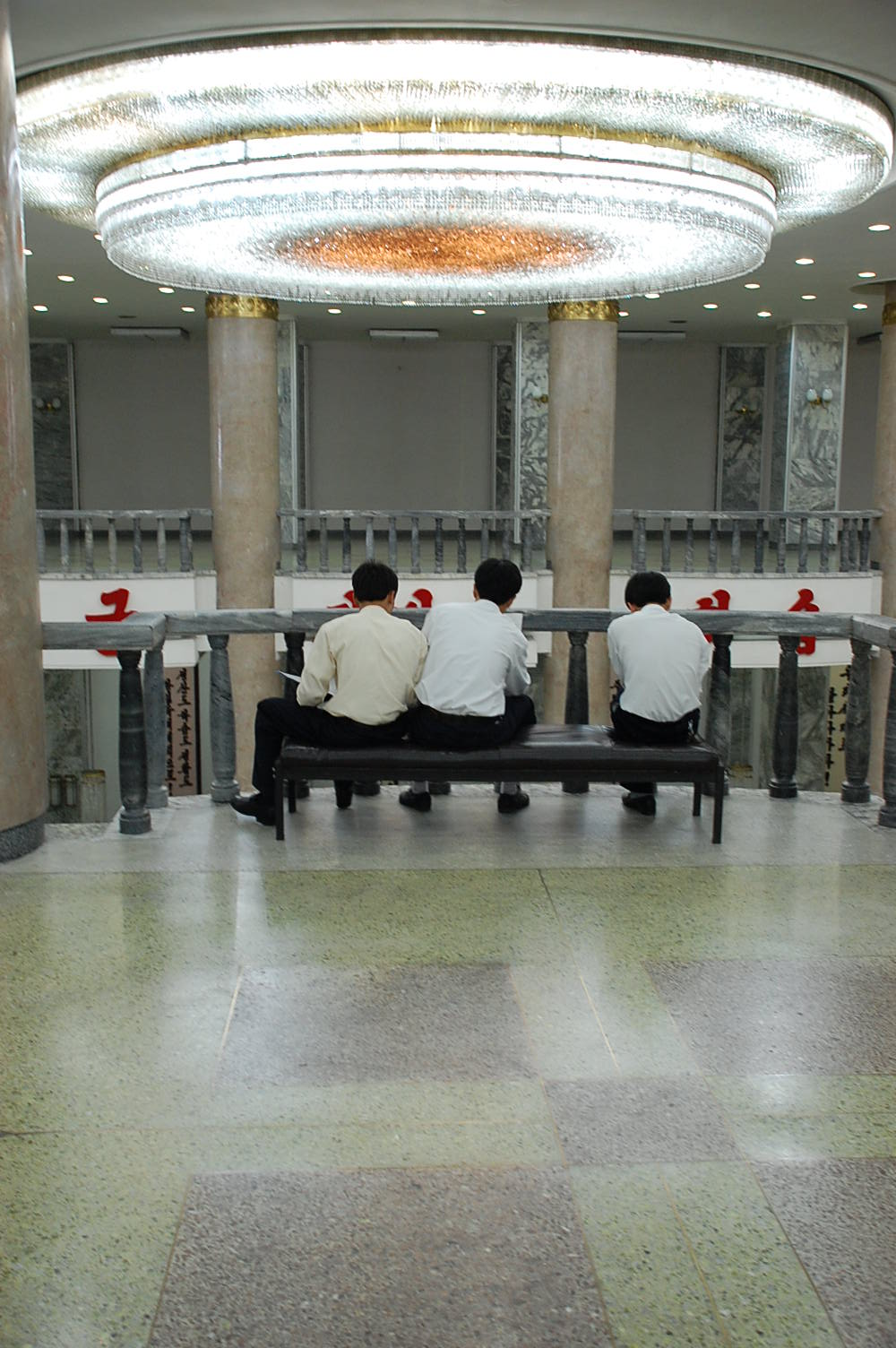
Фойе